# Anubias gracilis
Anubias gracilis là một loài thực vật có hoa trong họ Ráy (Araceae). Loài này được A.Chev. ex Hutch. mô tả khoa học đầu tiên năm 1939.